# 安東尼奧·弗里力

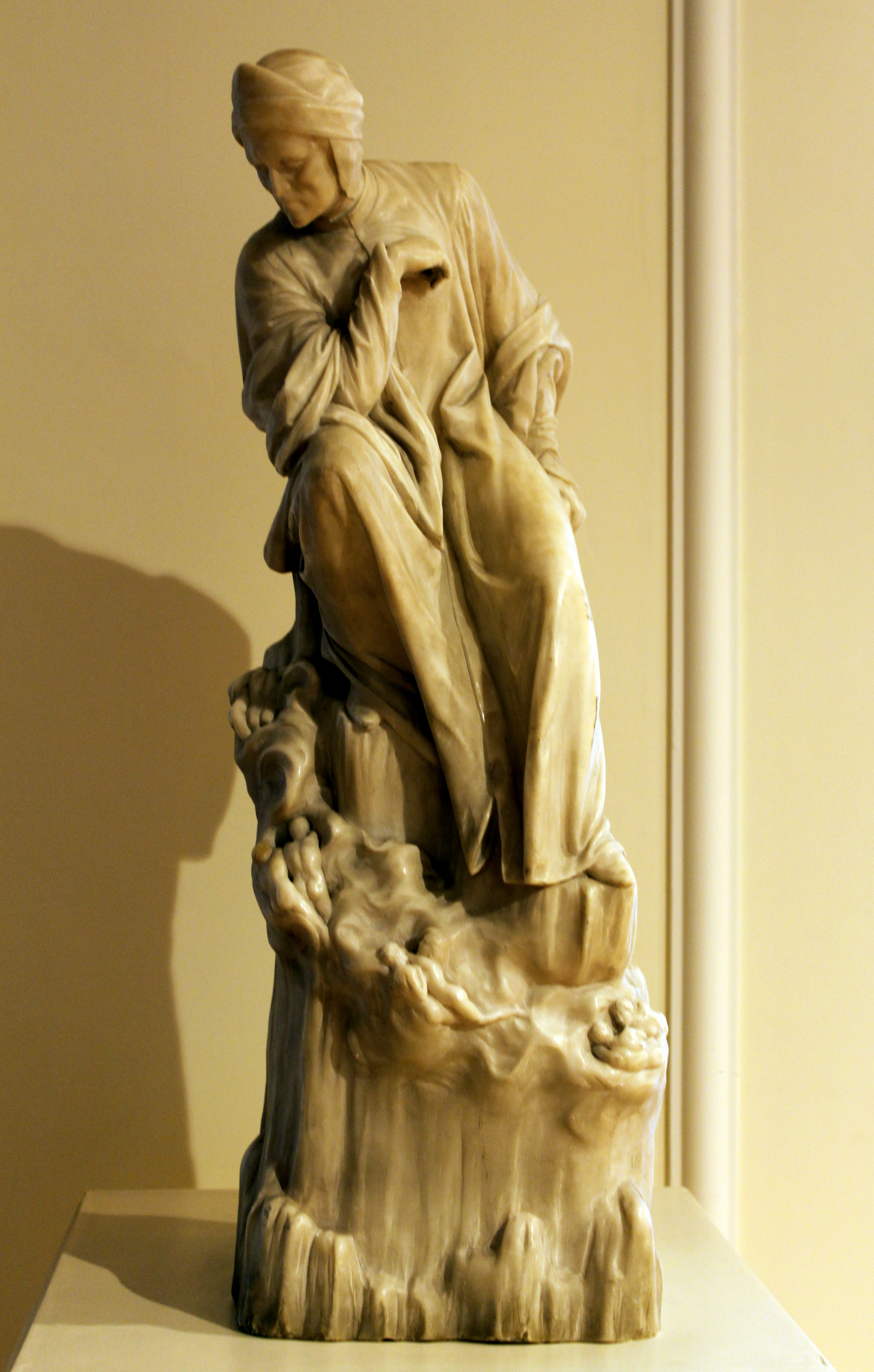

安东尼奥·弗里力（義大利語：Antonio Frilli，1860年—1902年）是佛罗伦萨的一位雕塑家，专门为公共和私人客户制作大理石和雪花石雕像。

## 脚注
1. ↑  . Masterpieces | Tutt'Art@.   [2021-12-18]. （原始内容存档于2022-03-27）.
2. ↑  . www.christies.com.cn.   [2021-12-18]. （原始内容存档于2021-12-18） （英语）.